# Jacobus Venter
Jacobus Venter durante o Grande Prêmio de Denain de 2014
Jacobus "Jaco" Venter e um ciclista Sul-africano, nascido a 13 de fevereiro de 1987 a Stellenbosch e membro da equipa AlfaBodyWorks-Giant. Profissional entre 2006 e 2019, é sobretudo duplo Campeão da África do Sul em estrada.

## Biografia
Em 2009, termina quarto da Tour de l'Avenir que disputa com a equipa mista do União Ciclista Internacional.
Milita para a temporada de 2011 na equipa belga Verandas Willems-Accent.
Após uma passagem de cinco meses na equipa continental luxemburguêsa Differdange-Magic-SportFood.de, ele volta para a formacão MTN-Qhubeka em junho de 2012. Depois nos finais de 2015 ele prolonga o contrato que o liga ao seu empregador.

## Palmarés
- 2005
  - 2.º do Campeonato da África do Sul em estrada juniores
  - 2.º do Circuito Het Volk juniores
- 2007
  - 2 Dome Cycling Spectacular
- 2008
  - 3.º do Campeonato da África do Sul da contrarrelógio esperanças
- 2009
  -  Campeão da África do Sul da contrarrelógio
  -  Campeão da África do Sul da contrarrelógio esperanças
  - 4.º da Tour de l'Avenir
- 2010
  - 3.º do Campeonato da África do Sul da contrarrelógio
- 2011
  -  Medalha de prata do Campeonato da África da contrarrelógio por equipas
- 2016
  -  Campeão da África do Sul em estrada
- 2020
  - Volta de Boa-Esperança :
    - Classificação geral
      - 2. ª etapa (contrarrelógio)

## Resultados na as grandes voltas

### Volta a Espanha
4 participações
- 2014 : 123.º
- 2015 : 122.º
- 2016 : 145.º
- 2019 : 129.º

### Giro d'Italia
2 participações
- 2016 : 101.º
- 2018 : 95.º

### Tour de France
1 participação
- 2017 : 162.º

## Classificações mundiais
| Ano             | 2007 | 2008 | 2009  | 2010  | 2011  | 2012  | 2013  |
| UCI Africa Tour | 31.º | 68.º | 57.º  | 53.º  | 191.º | 73.º  | 152.º |
| UCI Asia Tour   |      |      |       | 268.º |       |       |       |
| UCI Europe Tour |      |      | 546.º |       |       | 766.º | 757.º |